# Krypmossväxter
Krypmossväxter (Amblystegiaceae) är en familj av bladmossor. Krypmossväxter ingår i ordningen Hypnales. Enligt Catalogue of Life omfattar familjen Amblystegiaceae 202 arter.

## Bildgalleri

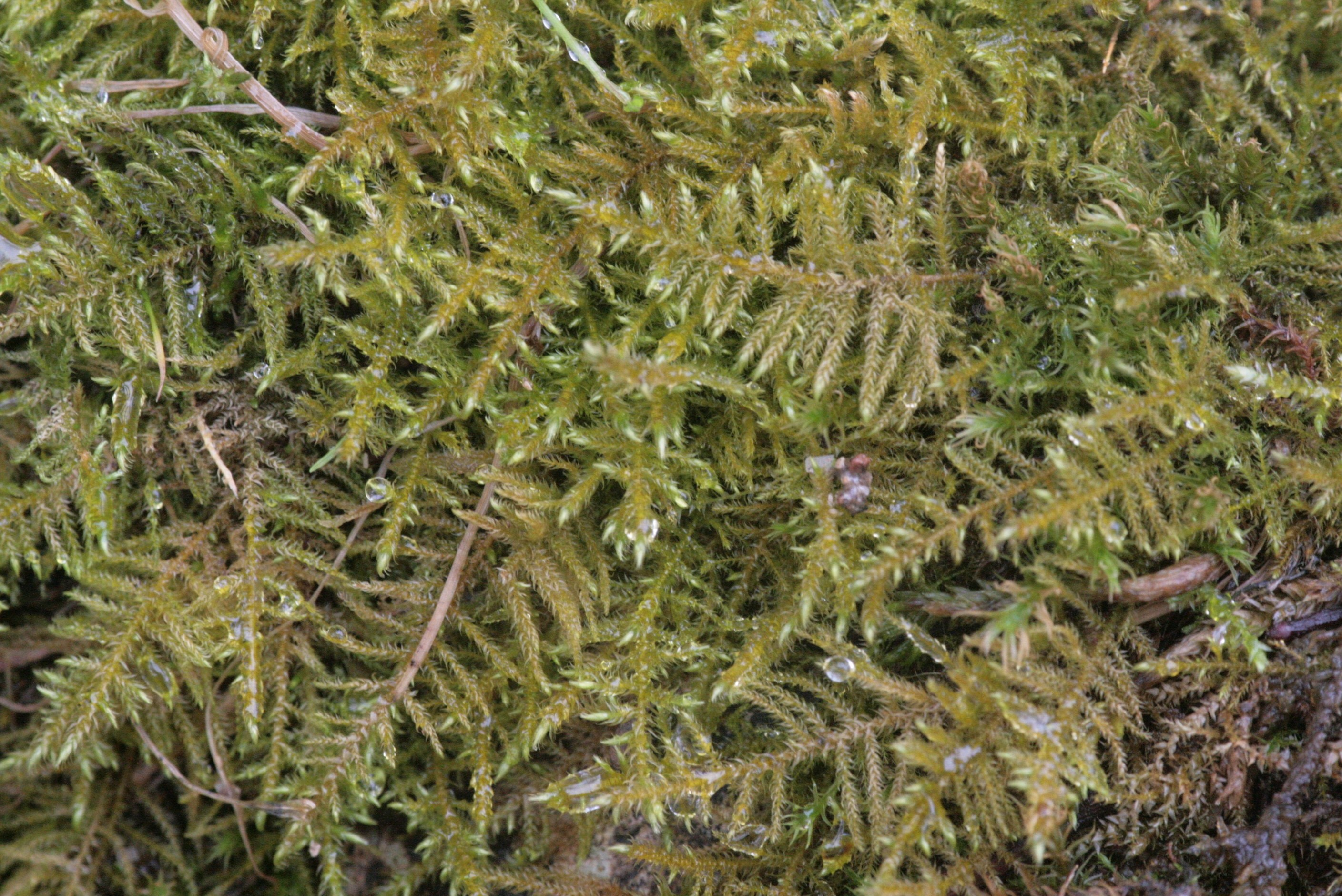
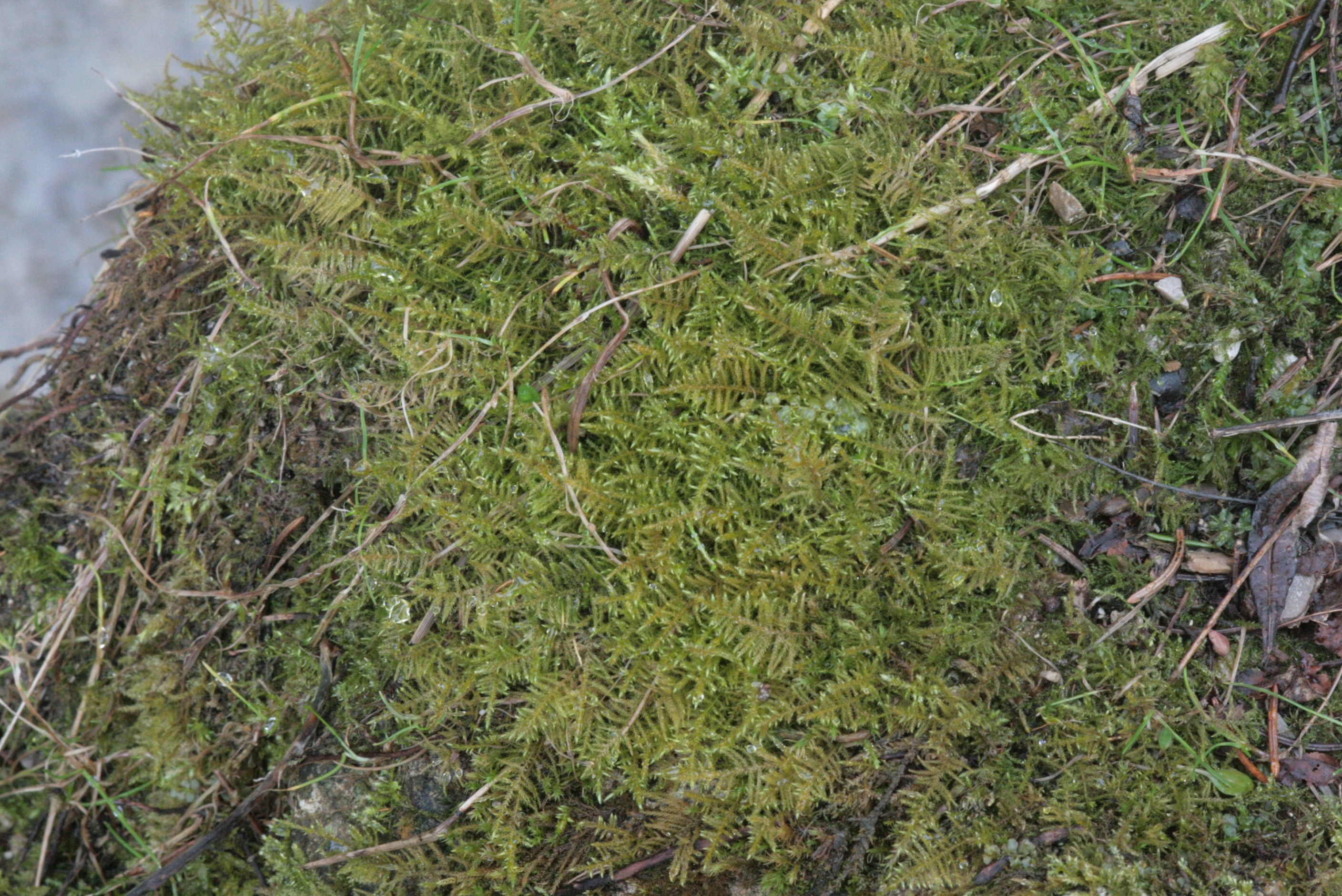
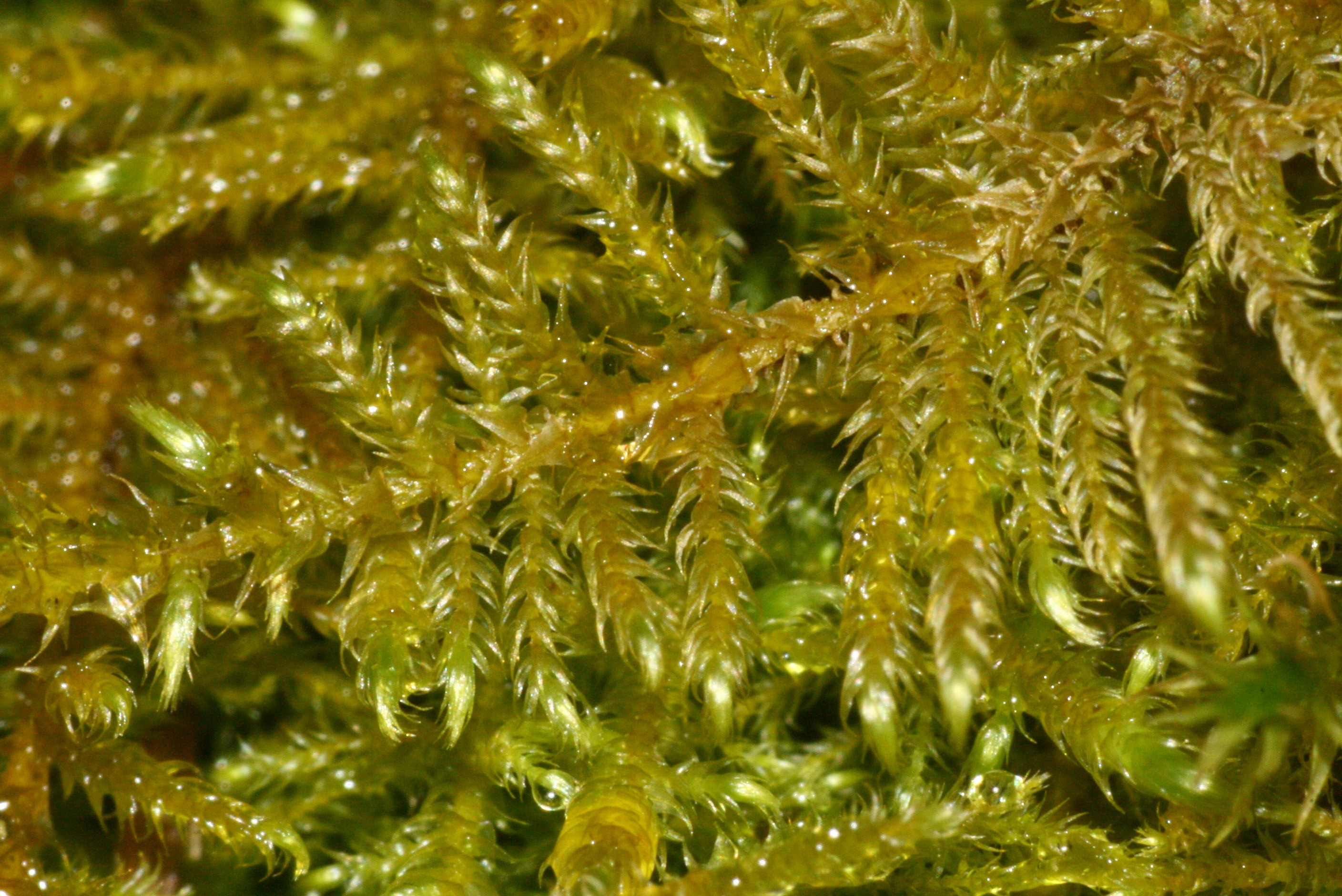
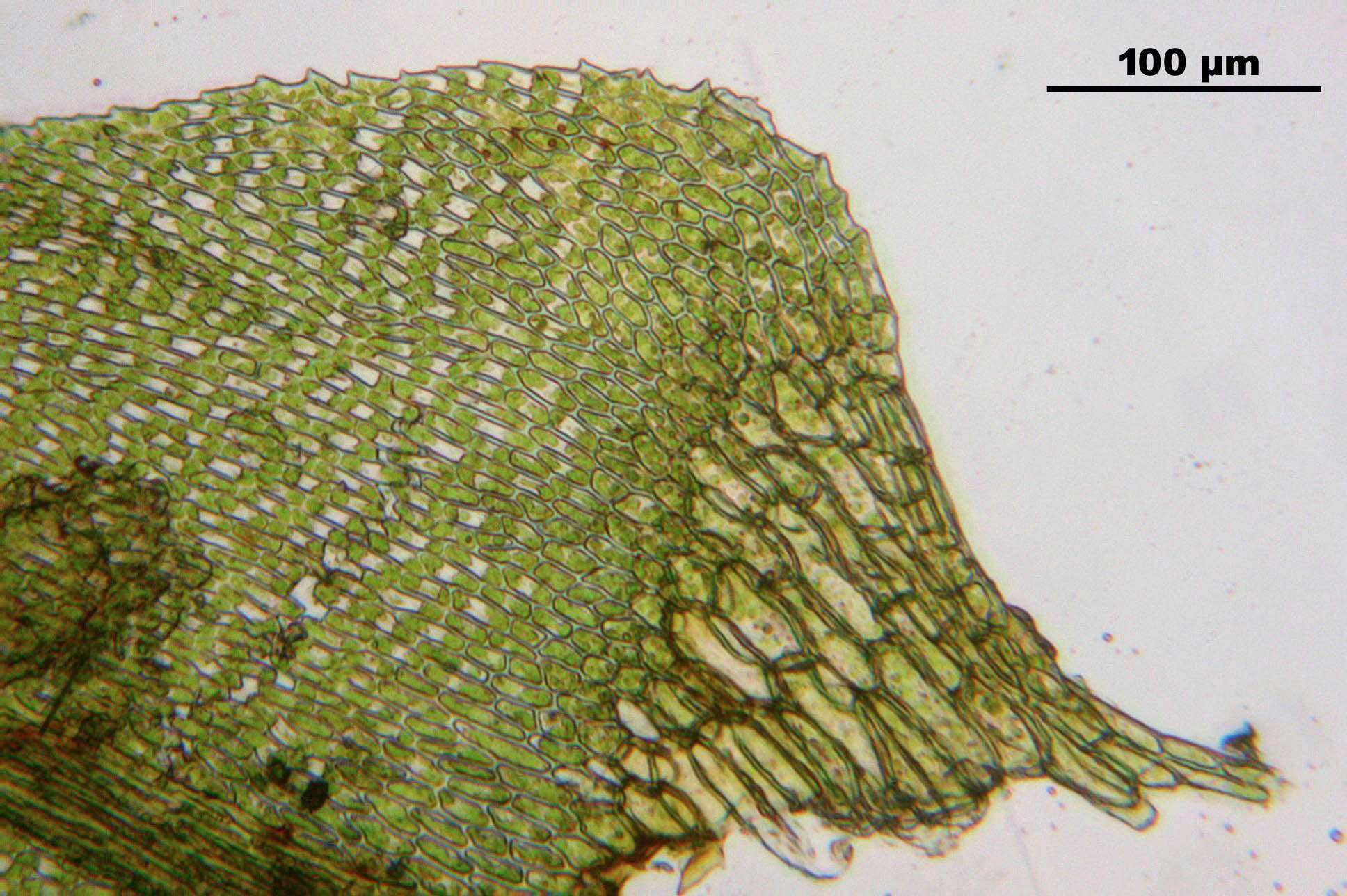
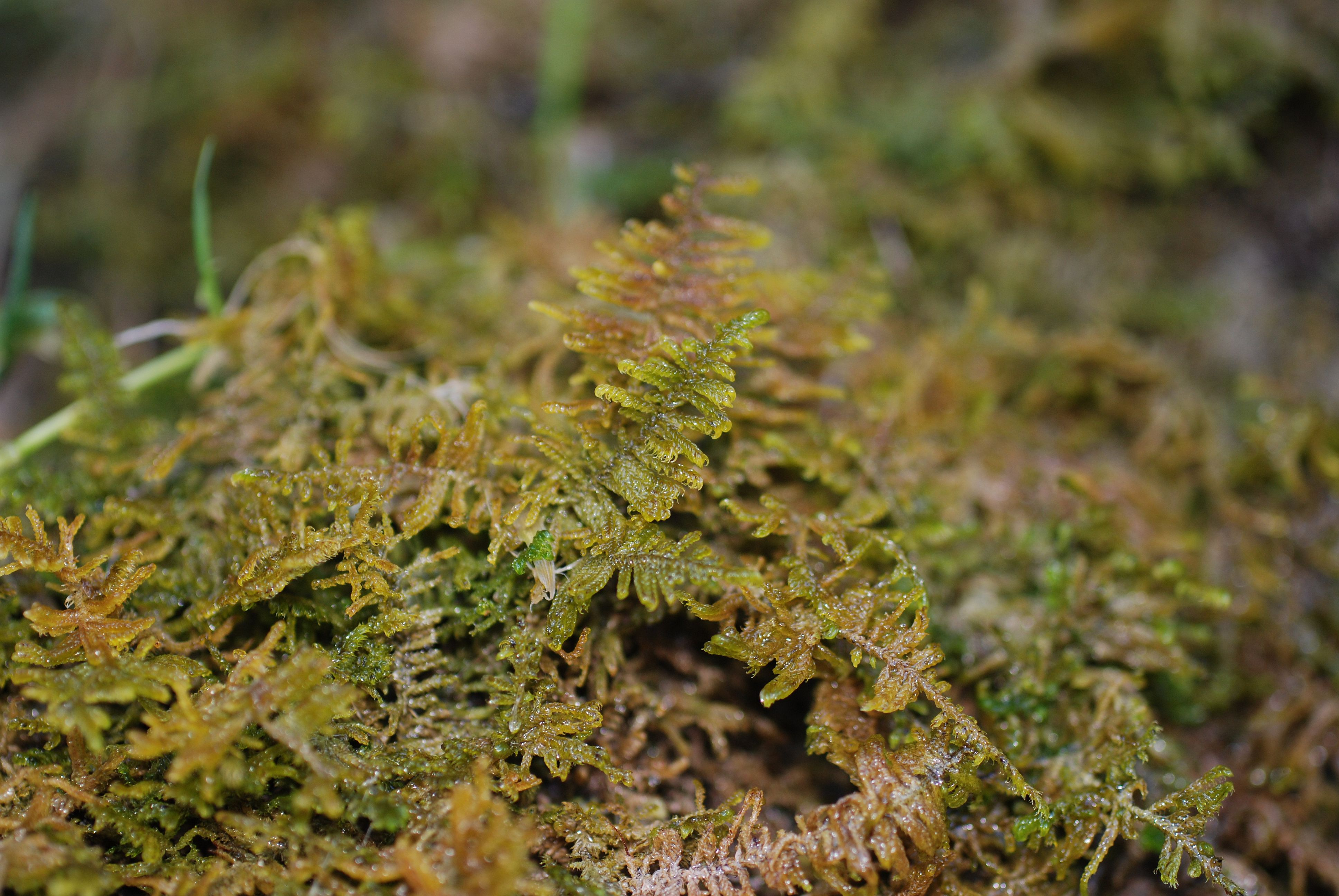
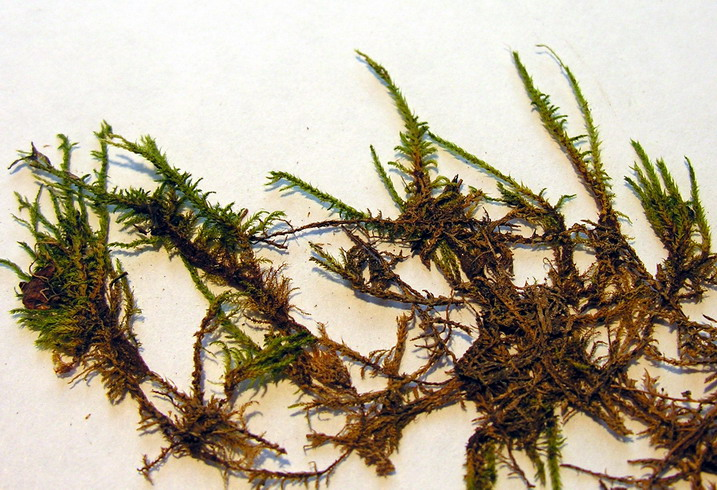

## Dottertaxa till krypmossväxter, i alfabetisk ordning[2]
- Acrocladium
- Amblystegium
- Bäckmossor
- Callialaria
- Calliergonella
- Cirkelmossor
- Cratoneuron
- Cratoneuropsis
- Donrichardsia
- Fattigkrokmossor
- Gradsteinia
- Hygroamblystegium
- Hypnobartlettia
- Koponenia
- Krokmossor
- Kustkrypmossa
- Käppkrokmossor
- Leptodictyum
- Mässingmossor
- Nervspärrmossor
- Ochyraea
- Orthotheciella
- Pictus
- Platydictya
- Platylomella
- Pseudocalliergon
- Sasaokaea
- Sciaromiella
- Sciaromiopsis
- Sinocalliergon
- Skedmossor
- Skorpionmossor
- Småspärrmossor
- Spärrmossor
- Straminergon
- Tuffmossor
- Vittia